# Ministerium der Justiz und für Digitalisierung des Landes Brandenburg
Das Ministerium der Justiz und für Digitalisierung des Landes Brandenburg (MdJD) ist das Justizministerium des Landes Brandenburg mit Sitz in Potsdam und eines seiner neun Ministerien.

## Leitung
Seit dem 11. Dezember 2024 ist Benjamin Grimm (SPD) Minister im Kabinett Woidke IV, Staatssekretär ist seit dem 11. Dezember 2024 Ernst Bürger.

## Geschichte
In der 1945 gebildeten ersten Regierung der damaligen Provinz Brandenburg (Kabinett Steinhoff I) existierten noch keine Ministerien. Für Justiz war der 1. Vizepräsident Bernhard Bechler zuständig. In der 1946 folgenden Regierung existierte dann ein Justizministerium, bei der Auflösung des Landes Brandenburg 1952 wurden jedoch auch alle bestehenden Ministerien aufgelöst.
Zur Wiedergründung des Landes Brandenburg im Jahr 1990 wurde auch das Justizministerium wieder eingerichtet. Der erste Minister, Hans-Otto Bräutigam, war für das Justizressort zuständig und zugleich Beauftragter beim Bund. 1994 wurde die Zuständigkeit um den Bereich „Europa“ erweitert, 1999 wurden die Bundesangelegenheiten an die Staatskanzlei abgegeben.
2009 gab das Justizministerium die Europaangelegenheiten zunächst an das Wirtschaftsministerium ab. Bei der Ressortumbildung im Kabinett Woidke II 2014 kamen die Europaangelegenheiten zurück zum Justizministerium, außerdem erhielt es den Bereich „Verbraucherschutz“ vom Umweltministerium. Im Kabinett Woidke III gab das Justizministerium den Bereich „Europa“ an das Finanzministerium und den Bereich „Verbraucherschutz“ an das Sozialministerium ab.
Folgende Namen trug das Justizministerium seit 1990: 
| Zeitraum    | Bezeichnung                                                      |
| ----------- | ---------------------------------------------------------------- |
| 1990 – 1994 | Ministerium der Justiz                                           |
| 1994 – 1999 | Ministerium der Justiz und für Bundes- und Europaangelegenheiten |
| 1999 – 2004 | Ministerium der Justiz und für Europaangelegenheiten             |
| 2004 – 2014 | Ministerium der Justiz                                           |
| 2014 – 2019 | Ministerium der Justiz und für Europa und Verbraucherschutz      |
| 2019 – 2024 | Ministerium der Justiz                                           |
| seit 2024   | Ministerium der Justiz und für Digitalisierung                   |

## Aufgaben und Organisation
Das Ministerium gliedert sich in folgende Abteilungen:
- Abteilung 1: Justizverwaltungssachen und Zentrale Dienste
- Abteilung 2: Öffentliches Recht, Privatrecht, Digitalisierung
- Abteilung 3: Strafrecht, Justizvollzug und Soziale Dienste
- Abteilung 4: Digitalpolitik, E-Government und IT-Leitstelle

## Nachgeordnete Behörden
Dem Ministerium sind folgende Einrichtungen nachgeordnet:
- Einrichtungen des Landes
  - 5 Justizvollzugsanstalten (JVA)
  - Jugendarrestanstalt Berlin-Brandenburg (JAA), Berlin
  - Justizakademie des Landes Brandenburg (JAK), Königs Wusterhausen
  - Deutsche Richterakademie (DRA), Wustrau-Altfriesack
  - Zentraler IT-Dienstleister der Justiz des Landes Brandenburg (ZenIT), Potsdam
- Landesbetriebe
  - Brandenburgischer IT-Dienstleister (ZIT-BB), Potsdam

## Staatssekretäre im Ministerium
- 1990–1999: Rainer Faupel
- 1992–1999: Irmgard von Rottenburg
- 1999: Dirk Brouër
- 1999–2002: Gustav-Adolf Stange
- 2003–2004: Hans-Georg Kluge
- 2004–2009: Günter Reitz
- 2009–2012: Sabine Stachwitz
- 2012–2019: Ronald Pienkny
- 2014–2019: Anne Quart
- 2019–2024: Christiane Leiwesmeyer
- seit 2024: Ernst Bürger